# Flathead National Forest

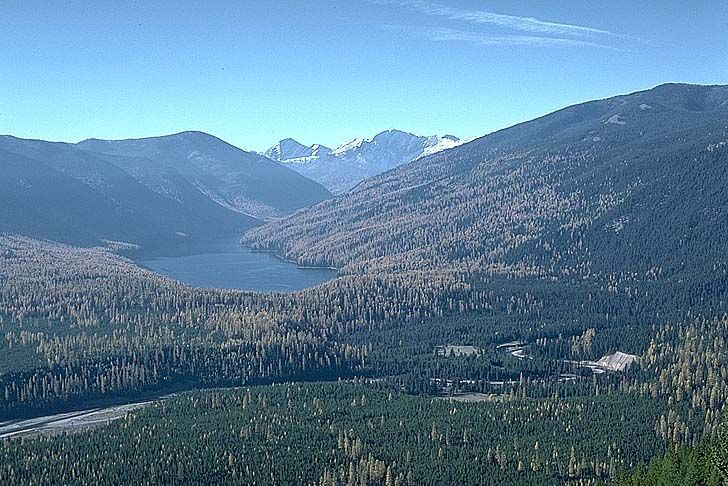
Big Salmon Lake

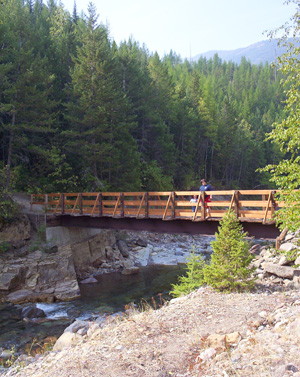
Bear Creek

Der Flathead National Forest ist ein Nationalforst, der im westlichen Teil des US-Bundesstaates Montana gelegen ist. Der Forst bedeckt eine Fläche von 9300 km², wovon 4000 km² als Wildnis ausgewiesen sind. Er ist nach den Flathead Indianern, die dort lebten, benannt. Der Forst befindet sich in den Rocky Mountains und erhebt sich zwischen 1400 m und 2600 m Höhe. In dem Waldgebiet wurden über 270 Tierarten erfasst, darunter 22 Fischarten. 
Hier befindet sich der Grant-Gletscher.